# Kvintupelproduktidentiteten
Inom matematiken är kvintupelproduktidentiteten en oändlig produktidentitet introducerad av Watson (1929) och återupptäckt av Bailey (1951) och Gordon (1961). Identiteten säger att
{\displaystyle \prod _{n\geq 1}(1-s^{n})(1-s^{n}t)(1-s^{n-1}t^{-1})(1-s^{2n-1}t^{2})(1-s^{2n-1}t^{-2})=\sum _{n\in Z}s^{(3n^{2}+n)/2}(t^{3n}-t^{-3n-1}).}